# Lillänge

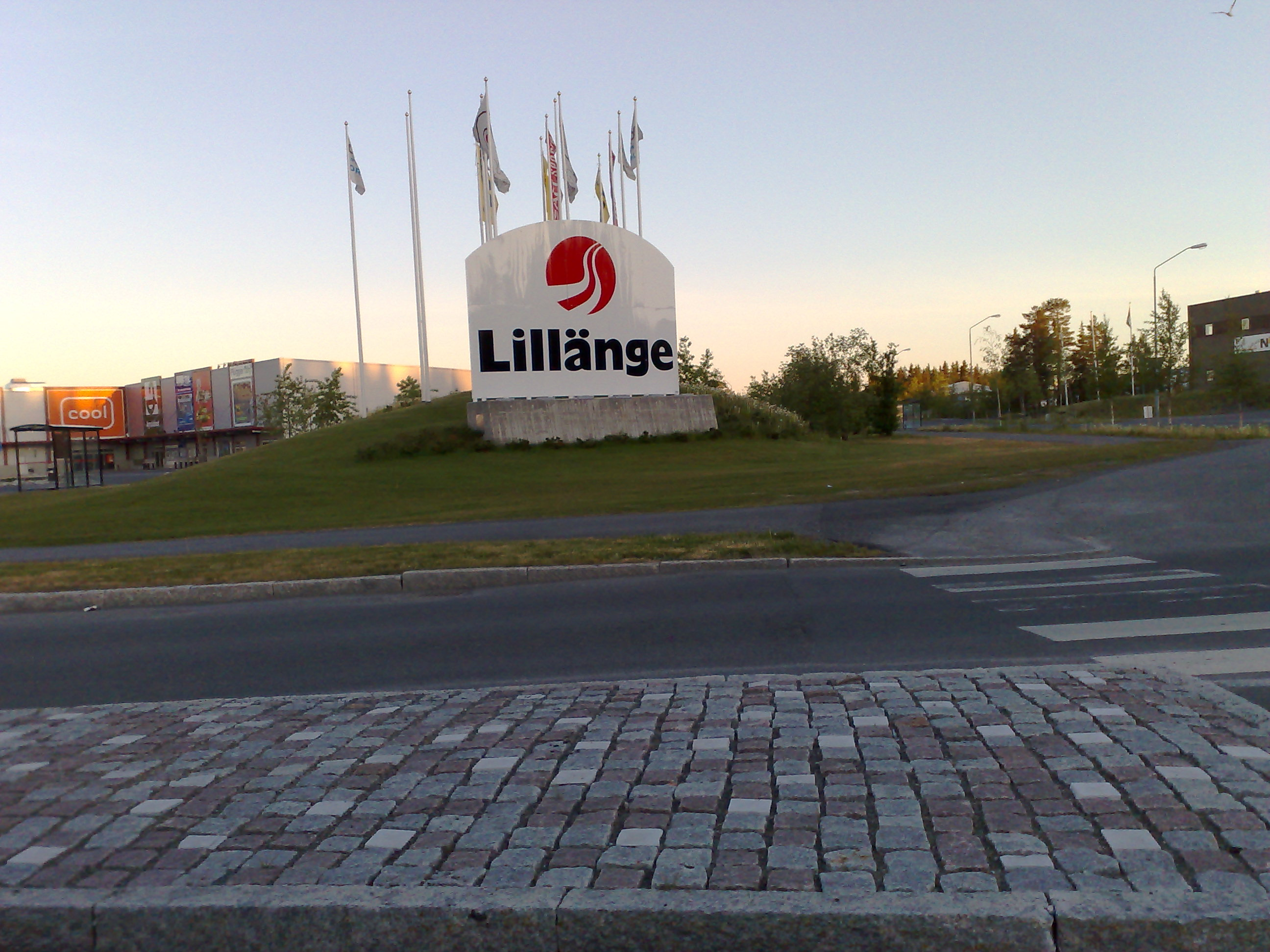

Lillänge handelsplats är ett köpcentrum beläget cirka tre kilometer utanför Östersund, vid sidan av Trafikplats Odenskog längs E14/E45. Köpcentrumet invigdes i oktober 2004 och bestod 2016 av 17 butiker.
Lillänge hade vid invigningen 2004 11 butiker fördelade på ungefär 19 000 kvadratmeter. Handelsplatsen expanderade åren efter det med bland annat Elgiganten och Jula. 2013 invigdes den 8 500 kvadratmeter stora södra delen av handelsplatsen med bland annat Ica Kvantum och Ljusexperten som hyresgäster. 2015 färdigställs byggnaden för XXL intill och 2016 byggs den södra delen ihop med Jula när byggnaden för bland annat NetOnNet står klar.
2011 invigdes norra Europas första snabbladdare för elbilar på Lillänge handelsplats.